# Isavia
Isavia est une entreprise islandaise qui exploite les plates-formes aéroportuaires islandais, dont les deux principaux sont Keflavik et Reykjavik. 

## Activités

### Aéroports et aérodromes
Tous les aéroports publics islandais sont opérés par Isavia. Ci-dessous les aéroports et aérodromes pour lesquels des vols réguliers sont programmés :
- Aéroport d'Akureyri
- Aéroport de Bíldudalur
- Aéroport d'Egilsstaðir
- Aéroport de Gjögur
- Aéroport de Grímsey
- Aéroport de Hornafjörður
- Aéroport d'Ísafjörður
- Aéroport de Keflavik
- Aéroport de Reykjavik
- Aéroport de Vestmannaeyjar
- Aéroport de Vopnafjörður
- Aéroport de Þórshöfn